# Атихифобия
Атихифо́бия (от лат. atyches — «несчастный» и др.-греч. φόβος — «страх») — патологический и необоснованный страх перед неудачами. Разрушительно воздействует на образ жизни человека, влияет на его намерения.
Люди, подверженные атихифобии, обычно видят прямую связь между возможностью неудачи и конкуренцией, они считают, что для избежания неудачи лучше не касаться проблемных вопросов. Добиться успеха для них — практически недостижимая цель. Падение уверенности в себе и потеря мотивации могут привести к депрессии, а затем и к более серьёзным психическим расстройствам.
Страдающие от атихифобии могут испытывать ряд физиологических симптомов: нерегулярное сердцебиение, одышка, тошнота, нервозность, слабость, сильное потоотделение, расстройства желудка, напряжение мышц. Эти симптомы проявляются, когда люди с данной фобией сталкиваются с возможностью неудачи, например когда их просят выполнить задание, которое, по их мнению, они не могут выполнить полностью успешно.
Наиболее сильно атихифобия проявляется в местах, где люди конкурируют из-за определённых поощрений, — это школы, высшие учебные заведения.